# Pont de N'Gueli
Pour les articles homonymes, voir Gueli.
Le pont de N'Gueli est un pont routier international franchissant la rivière Logone, marquant sur cette partie de son cours une section de la frontière entre le Cameroun et le Tchad. 

## Situation
| \| 500 km1:16 991 000 \| 1ier Pont (1830 m) 2ième Pont (756 m) Mungo (400 m) Pt Allemand (? m) Edéa (??? m) Ebebda (1020 m) Dibamba (??? m) Nyong (??? m) Kousseri (230 m) Benoué (405 m) Natchigal (??? m) Cross River(1500 m) Touraké(140 m) Bongor (600 m) |
| 500 km1:16 991 000 |

| 500 km1:16 991 000 |

| Ponts existants                                              |
| Ponts en chantier/projet                                     |
| (1911, 1020 m) (Année de construction, longueur (en mètres)) |

Le pont de N'Gueli, construit au-dessus de la rivière Logone, est situé à environ dix kilomètres au sud du centre de N'Djaména, la capitale du Tchad et à cinq kilomètres au sud-est du centre de Kousséri, au Cameroun.

## Usage
Cet ancien pont à une voie est toujours utilisé mais un second pont à double voie d'une longueur de 230 mètres et situé à 50 mètres de l'ancien a été inauguré en décembre 2012. L'ensemble de l'accès routier depuis N'Djaména est destiné à faciliter les échanges entre le Tchad, le Cameroun et le Nigeria.

## Histoire
Le pont de N'gueli a été emprunté en 2008 par plusieurs milliers de réfugiés tchadiens fuyant les combats de la guerre civile pendant la bataille de N'Djaména,.
En mars 2020, le pont est fermé par les autorités tchadiennes dans le but de limiter la propagation du covid-19. La réouverture partielle du pont (côté Tchad) a lieu en juin 2021.
En février 2022, la traversé du pont par les tricycles de personnes handicapées est à nouveau autorisée, après qu'ils ont été interdits pendant plusieurs mois pour cause de sécurité, et tandis que l'importation de marchandises par leur biais était officiellement interdite depuis huit ans,.